# Потопольский, Андрей Дмитриевич
Андрей Дмитриевич Потопольский (1907—1982) — участник Великой Отечественной войны, командир 6-го отдельного мотопонтонно-мостового батальона (5-я гвардейская армия, Степной фронт), майор. Герой Советского Союза.

## Биография
Родился 12 декабря 1907 года в Киеве в семье рабочего. Украинец.
Окончил институт физкультуры в Харькове. Работал в Киевском университете.
В Красной Армии с 1927 года. Окончил в 1939 году Военную академию имени М. В. Фрунзе. Участник освободительных походов советских войск в Западную Украину и Западную Белоруссию 1939 года, Бессарабию и Северную Буковину 1940 года. Член ВКП(б)/КПСС с 1942 года.
На фронте в Великую Отечественную войну с июня 1941 года. Командир 6-го отдельного мотопонтонно-мостового батальона майор Андрей Потопольский в сентябре 1943 года умело организовал переправу десанта армии и боеприпасов на правый берег Днепра южнее города Кременчуг.
С 350-километрового марша, без отдыха, батальон в районе Бацулы-Дериевка приступил к форсированию реки Днепр. Поставленную боевую задачу батальону по переправе двух дивизий — понтонёры Потопольского выполнили хорошо, несмотря на прицельный артиллерийско-миномётный и пулемётный огонь противника. Повреждённые переправочные средства восстанавливались на воде, вступали в строй, продолжая доставлять на правый берег личный состав, артиллерию, боеприпасы и продовольствие. Переправами батальона на правый берег доставлено: орудий разных 418, автомашин 2004, лошадей 2506 и разных грузов около трех тысяч тонн. Личной храбростью, бесстрашием майор Потопольский воодушевлял весь личный состав батальона на выполнение поставленных боевых задач.
После войны продолжал службу в армии. С 1957 года полковник Потопольский — в запасе.
Жил и работал в Ленинграде.
Умер 10 июля 1982 года.

## Награды
- Звание Героя Советского Союза присвоено 20 декабря 1943 года.
- Награждён орденом Ленина, двумя орденами Красного Знамени, двумя орденами Красной Звезды и медалями.